# Une lettre de la maison
Une lettre de la maison est une histoire en bande dessinée de Keno Don Rosa. Elle met en scène Balthazar Picsou avec ses neveux Donald Duck, Riri, Fifi et Loulou. Elle se déroule au château du clan McPicsou, en Écosse.
Elle est la suite de l'histoire de Don Rosa, La Couronne des croisés, et fait apparaître un des personnages de la Jeunesse de Picsou, la sœur de celui-ci, Matilda.

## Synopsis
Picsou et ses neveux se rendent au château du clan McPicsou pour chercher le trésor des Templiers, dont un de ses ancêtres fut le protecteur après les persécutions par le roi de France. Sur place, Picsou découvre que la gardienne est sa sœur Matilda, avec qui il est en froid depuis un quart de siècle.
Elle l'aide néanmoins, mais Picsou est talonné par Molay et Maurice du Conseil monétaire international et garants de l'héritage des Templiers. Cependant, Molay montre de plus en plus une volonté d'enrichissement personnel : il a volé la couronne des croisés laissée par Picsou dans un musée d'Haïti.
Ignorant la présence de ce dernier, Picsou franchit au fur et à mesure les obstacles qui le séparent du trésor. Arrivé au dernier, il finit par apercevoir Molay avec sa sœur, Matilda mais il est confronté à un dilemme.

## Fiche technique
- Histoire n°D 2003 081.
- Éditeur : Egmont.
- Titre de la première publication : Tempelriddernes skat (danois), Kirje kotoa (finlandais), Jakten på tempelridderskatten (norvégien), Brev hemifrån eller Den gamla borgens nya hemlighet (suédois).
- Titre en anglais : A Letter from Home (ou The Old Castle's other Secret).
- Titre en français : Une Lettre de la maison (ou Le Secret des Templiers).
- 34 planches.
- Auteur et dessinateur : Keno Don Rosa.
- Premières publications : Donald Duck & Co (Norvège), Anders And Co (Danemark), Aku Ankka (Finlande) et Kalle Anka & Co (Suède), no 9 à 11 datés de février-mars 2004.
- Première publication aux États-Unis: Uncle Scrooge no 342, juin 2005.
- Première publication en France : Picsou Magazine no 393, octobre 2004.

### Les Templiers et leur trésor

Croix pattée, emblème des Templiers.

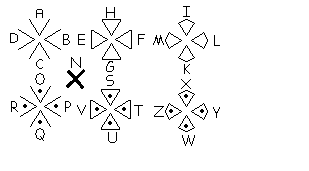
Code des Templiers, utilisé dans l'histoire pour dissimuler des indices